# Krishna
 For alternative betydninger, se Krishna (flertydig). (Se også artikler, som begynder med Krishna)
Krishna (sanskrit कृष्ण kṛṣṇa "mørk") er navnet på en af de største guder i hinduismen. Ifølge gængs tradition er han den ottende søn af Devaki, der er søster til Kampsa, Krishnas onde onkel. Spådommen går på at Davakis ottende søn skal dræbe Kampsa. Krishna er en avatar af Vishnu, og i den såkaldte gaudiyavaishnavisme (herhjemme primært repræsenteret af ISKCON/Hare Krishna-bevægelsen) regnes han for den højeste person og ultimative guddom, altets ophav.

## Eksterne links
- ISKCON i Danmark
- ISKCON Danmarks nyhedsblad Nyt fra Hare Krishna